# Associazione Calcio Carpi 1995-1996
Questa pagina raccoglie le informazioni riguardanti l'Associazione Calcio Carpi nelle competizioni ufficiali della stagione 1995-1996.

## Stagione
Nella stagione 1995-1996 il Carpi ha disputato il girone A del campionato di Serie C1, ottenendo il nono posto in classifica con 47 punti. Il torneo è stato vinto con 68 punti dal Ravenna che ha ottenuto la promozione diretta in Serie B, la seconda promossa è stata l'Empoli che ha vinto i playoff. Il terzo Carpi di Gianni De Biasi è il più forte e incompiuto. Una miscela tra giovani ed esperti, una squadra regolare, vince e perde poco, pareggia tanto. dopo la sconfitta con il Fiorenzuola (2-0) alla terza di campionato, mette insieme undici risultati utili consecutivi, un record che resisterà per 18 anni. Emanuele Cancellato è un centravanti moderno, finalizza il gioco di fantasia di Federico Lunardon, e di tecnica e potenza di Cristiano Masitto, predisposto da De Biasi, realizzando 15 reti in campionato e 2 in Coppa Italia. Chiude il torneo a quattro punti dai playoff. In Coppa Italia la squadra biancorossa supera nel primo turno il Modena, nel secondo turno il Rimini, nel terzo turno trova l'eliminazione, per mano del Forlì.

## Rosa
| N. |                   | Ruolo | Calciatore          |
| -- | ----------------- | ----- | ------------------- |
|    | Italia (bandiera) | C     | Roberto Antonioli   |
|    | Italia (bandiera) | C     | Giuseppe Bianchini  |
|    | Italia (bandiera) | A     | Emanuele Cancellato |
|    | Italia (bandiera) | C     | Luis Fernando Centi |
|    | Italia (bandiera) | D     | Mirko Chieffo       |
|    | Italia (bandiera) | A     | Roberto Corradi     |
|    | Italia (bandiera) | D     | Marco Faccio        |
|    | Italia (bandiera) | D     | Fabio Graziani      |
|    | Italia (bandiera) | D     | Salvatore Lanna     |
|    | Italia (bandiera) | D     | Fabio Leonardi      |
|    | Italia (bandiera) | A     | Massimiliano Longhi |

| N. |                   | Ruolo | Calciatore          |
| -- | ----------------- | ----- | ------------------- |
|    | Italia (bandiera) | A     | Federico Lunardon   |
|    | Italia (bandiera) | C     | Cristiano Masitto   |
|    | Italia (bandiera) | D     | Simone Mazzocchi    |
|    | Italia (bandiera) | P     | Armando Pantanelli  |
|    | Italia (bandiera) | D     | Matteo Pivotto      |
|    | Italia (bandiera) | C     | Ivo Pulga           |
|    | Italia (bandiera) | P     | Francesco Ripa      |
|    | Italia (bandiera) | D     | Enrico Sala         |
|    | Italia (bandiera) | D     | Ugo Sarracino       |
|    | Italia (bandiera) | A     | Luca Spatari        |
|    | Italia (bandiera) | C     | Antonio Terracciano |

## Risultati

### Campionato

#### Girone di andata
| Arbitro: | Zaltron (Bassano del Grappa) |

|                |           |             |
| Cancellato 69’ | Marcatori | 15’ Schiavi |

| Arbitro: | Alario (Civitavecchia) |

|                              |           |  |
| E. Sala 67’ (aut.) Nitti 78’ | Marcatori |  |

| Arbitro: | Lion (Padova) |

|                                             |           |  |
| Cancellato 53’ Masitto 68’, 90’ Corradi 72’ | Marcatori |  |

| Arbitro: | Malatesta (Terni) |

|                                 |           |                        |
| Cecchini 13’ (rig.), 57’ (rig.) | Marcatori | 44’ Longhi 65’ Corradi |

| Arbitro: | Mariani (Perugia) |

|                               |           |                    |
| Longhi 75’ Masitto 83’ (rig.) | Marcatori | 9’ (aut.) Leonardi |

| Como 1º ottobre 1995 6ª giornata | Como               | 0 – 0 | Carpi | Stadio Giuseppe Sinigaglia\| Arbitro: \| Ayroldi (Molfetta) \| |
| Arbitro:                         | Ayroldi (Molfetta) |       |       |                                                                |

| Arbitro: | Pirrone (Messina) |

|                       |           |                  |
| Gadda 79’ Schwoch 81’ | Marcatori | 18’, 56’ Masitto |

| Arbitro: | Pascariello (Lecce) |

|                                         |           |             |
| E. Sala 40’ Lunardon 46’ Cancellato 60’ | Marcatori | 89’ Benfari |

| Empoli 22 ottobre 1995 9ª giornata | Empoli           | 0 – 0 | Carpi | Stadio Carlo Castellani\| Arbitro: \| Pin (Conegliano) \| |
| Arbitro:                           | Pin (Conegliano) |       |       |                                                           |

| Arbitro: | Tullio (Avezzano) |

|                |           |              |
| Cancellato 10’ | Marcatori | 77’ Califano |

| Arbitro: | Strocchia (Nola) |

|                 |           |                 |
| Terracciano 15’ | Marcatori | 83’ Bocchialini |

| Arbitro: | Bianchi (Prato) |

|             |           |                |
| Porfido 62’ | Marcatori | 42’ Cancellato |

| Carpi 26 novembre 1995 13ª giornata | Carpi              | 0 – 0 | Alessandria | Stadio Sandro Cabassi\| Arbitro: \| Apricena (Firenze) \| |
| Arbitro:                            | Apricena (Firenze) |       |             |                                                           |

| Arbitro: | Ferrarini (Parma) |

|             |           |  |
| Paolino 52’ | Marcatori |  |

| Arbitro: | S. Ayroldi (Salerno) |

|                |           |            |
| Cancellato 75’ | Marcatori | 19’ Lugnan |

| Arbitro: | Castellani (Verona) |

|              |           |                |
| Guerzoni 85’ | Marcatori | 92’ Cancellato |

| Arbitro: | Cardella (Torre del Greco) |

|                |           |                |
| Cancellato 26’ | Marcatori | 58’ Del Bianco |

#### Girone di ritorno
| Arbitro: | Strazzera (Trapani) |

|                        |           |                                              |
| Maffioletti 10’ (rig.) | Marcatori | 53’ (aut.) Maffioletti 61’ (rig.) Cancellato |

| Arbitro: | Alvino (Salerno) |

|                      |           |  |
| Masitto 9’ Pulga 66’ | Marcatori |  |

| Arbitro: | Rigolon (Trento) |

|                                                         |           |                       |
| Guidoni 10’ Cavicchia 53’ F. Rossi 70’ (rig.) Gallo 91’ | Marcatori | 54’ (rig.) Cancellato |

| Arbitro: | Vendramin (Castelfranco Veneto) |

|                                   |           |  |
| Masitto 54’ (rig.) Cancellato 87’ | Marcatori |  |

| Massa 18 febbraio 1996 22ª giornata | Massese                     | 0 – 0 | Carpi | Stadio degli Oliveti\| Arbitro: \| Ingenito (Nocera Inferiore) \| |
| Arbitro:                            | Ingenito (Nocera Inferiore) |       |       |                                                                   |

| Arbitro: | Innocente (Udine) |

|              |           |                                                    |
| Lunardon 75’ | Marcatori | 13’ Ferrigno 15’, 69’ (rig.) Cecconi 26’ Zambrotta |

| Arbitro: | Nucini (Bergamo) |

|                       |           |                       |
| Cancellato 67’ (rig.) | Marcatori | 54’ Zauli 86’ Schwoch |

| Arbitro: | Ciulli (Roma) |

|                        |           |  |
| Matteazzi 16’ Donà 56’ | Marcatori |  |

| Carpi 24 marzo 1996 26ª giornata | Carpi         | 0 – 0 | Empoli | Stadio Sandro Cabassi\| Arbitro: \| Longo (Paola) \| |
| Arbitro:                         | Longo (Paola) |       |        |                                                      |

| Arbitro: | Mandolito (Cosenza) |

|                         |           |           |
| De Francesco 64’ (rig.) | Marcatori | 14’ Pulga |

| Arbitro: | Strocchia (Nola) |

|                               |           |                         |
| Tedeschi 38’ Lanna 83’ (aut.) | Marcatori | 20’ Pivotto 72’ Masitto |

| Arbitro: | Gambino (Barletta) |

|                            |           |             |
| Spatari 20’ Cancellato 48’ | Marcatori | 50’ Porfido |

| Arbitro: | Urbano (Carbonia) |

|                       |           |  |
| Memmo 71’ Fontana 89’ | Marcatori |  |

| Arbitro: | Biasutto (Vicenza) |

|               |           |  |
| Cancellato 1’ | Marcatori |  |

| Arbitro: | Campofiorito (Chiavari) |

|  |           |                    |
|  | Marcatori | 21’ (rig.) Spatari |

| Arbitro: | Battaglia (Messina) |

|             |           |              |
| Spatari 45’ | Marcatori | 19’ Colacone |

| Arbitro: | Saccani (Mantova) |

|  |           |                |
|  | Marcatori | 67’ Cancellato |

## Coppa Italia
| Arbitro: | Piretti (Ravenna) |

|           |           |             |
| Garau 14’ | Marcatori | 84’ Masitto |

| Carpi 30 agosto 1995 1º turno - Ritorno | Carpi            | 0 – 0 | Modena | Stadio Sandro Cabassi\| Arbitro: \| Baglioni (Prato) \| |
| Arbitro:                                | Baglioni (Prato) |       |        |                                                         |

| Arbitro: | Cassarà (Palermo) |

|  |           |                   |
|  | Marcatori | 62’ De Franceschi |

| Arbitro: | Ciccoianni (Ascoli Piceno) |

|             |           |                                                        |
| Moretti 87’ | Marcatori | 2’ Longhi 63’, 82’ Cancellato 69’ Masitto 88’ Lunardon |

| Arbitro: | Perissinotto (Venezia) |

|                                                           |           |                   |
| Antonioli 34’ Masitto 48’ (rig.) Graziani 69’ Corradi 71’ | Marcatori | 55’, 57’ Belletti |

| Arbitro: | Silvestrini (Macerata) |

|                                  |           |  |
| Misso 24’ Belletti 28’ Medri 88’ | Marcatori |  |